# Emmitt Williams
Emmitt Mack Williams V (Fort Myers, Florida, 15 de septiembre de 1998) es un baloncestista estadounidense. Con 1,98 metros de estatura, juega en la posición de ala-pívot.

## Trayectoria deportiva
Williams es un jugador natural de Fort Myers, Florida, formado a caballo entre la Lehigh Sénior High School, situada en Lehigh Acres, la IMG Academy en Bradenton y el Oak Ridge High School situado en Orlando. En 2018, ingresó en la Universidad Estatal de Luisiana, situada en Baton Rouge donde jugó dos temporadas la NCAA con los LSU Tigers.
Tras no ser elegido en el Draft de la NBA de 2020, el 4 de febrero de 2021, Williams fue incluido en la lista de los Agua Caliente Clippers, con los que jugó 13 partidos y promedió 4,2 puntos, 4,2 rebotes y 0,3 asistencias en 12,3 minutos.
El 1 de abril de 2021, Williams firmó con Hapoel Acre, donde jugó 8 partidos y promedió 13,8 puntos, 9,9 rebotes, 1,6 asistencias y 1,3 tapones en 25,0 minutos.
En verano de 2021, disputó la Liga de Verano de la NBA con los Oklahoma City Thunder. El 27 de octubre de 2021, Williams volvió a firmar con los Agua Caliente Clippers, con los que disputó 23 partidos en los que promedió 8.4 puntos, cinco rebotes y 0.8 asistencias por encuentro con 51.6 y 45 por ciento de tiros de campo y triples, respectivamente.
El 27 de abril de 2022, Williams firmó con Fraser Valley Bandits de la CEBL.
El 30 de agosto de 2022 firmó con el Napoli Basket de la Lega Basket Serie A italiana. Williams permanece en el conjunto napolitano hasta el 29 de diciembre de 2022, cuando rescinde su contrato.
Tras una nueva experiencia en la G League, en abril de 2023 desembarcó en los Metros de Santiago de la Liga Nacional de Baloncesto de República Dominicana, iniciando así su carrera en el baloncesto profesional caribeño, que también lo llevó a jugar en Venezuela, Nicaragua y Puerto Rico.